# 上名倉
上名倉（かみなぐら）は、福島県福島市の大字である。郵便番号は960-2155。

## 地理
福島市南西部の西地域に属し、地区内中部に位置する。北西で佐原、土船、庄野と、北で桜本の南端の角と、東で佐倉下と、南東で上鳥渡と、南で荒井とそれぞれ隣接する。また、荒井との境界上では土地区画整理事業により当地域と荒井から分離したさくら、荒井北とも隣接する。概ね町村制施行以前の上名倉村の流れを汲む地域である。主に荒川右岸側に広がる平地であり、荒川の成す扇状地に位置し、水田や果樹園が広がる。一部荒川の左岸側も区域としており、福島県あづま総合運動公園の東側の一部周辺も区域とする。上町に所在する福島警察署及び上鳥渡に所在する福島南消防署信夫分署がそれぞれ管轄にあたる。

### 河川
- 荒川

### 主な字
- 足王前
- 泉田
- 芋田
- 右京内
- 榎
- 大石前
- 大繩場
- 荒田
- 大原
- 大松
- 大石上
- 粕内
- 金山
- 上寺
- 上室石
- 河原
- 上原
- 行日
- 草深内
- 窪内

- 栗内
- 川端
- 京塚
- 上河原
- 刀下
- 上谷地
- 神西
- 小室石
- 北畑
- 三反田
- 下室石
- 清水
- 下田
- 下寺
- 下原
- 新田
- 蛇王
- 城兵内
- 砂畑
- 清合

- 清合西
- 瀬川
- 染内
- 染北
- 下河原
- 下谷地
- 刀窪
- 田中
- 玉後
- 玉ノ木
- 大門下
- 辻
- 妻下
- 天神
- 天王前
- 堂下
- 土手下
- 大光内
- 寺西
- 立道

- 中妻
- 中原
- 中室石
- 繩添
- 西田
- 沼田
- 猫田
- 中田
- 百ヲサ
- 平内
- 東
- 松北
- 松原
- 儘上
- 儘下
- 儘添
- 儘南
- 道上
- 道添
- 味中内

- 杢玉
- 森
- 門前
- 文地
- 森北
- 水門
- 焼林
- 弥太
- 吉内
- 吉前
- 淀内
- 和工

## 歴史
- 1889年（明治22年）4月1日 - 町村制の施行により信夫郡佐倉村が発足。旧上名倉村域は佐倉村の大字となる。
- 1956年（昭和31年） 9月30日 - 佐倉村が福島市へ編入され、福島市の大字となる。

## 世帯数と人口
2022年（令和4年）3月31日現在の世帯数と人口は以下の通りである。
| 大字   | 世帯数  | 人口   |
| ------ | ------- | ------ |
| 上名倉 | 697世帯 | 1743人 |

## 小・中学校の学区
市立小・中学校に通う場合、学区は以下の通りとなる。
| 番地 | 小学校             | 中学校             |
| ---- | ------------------ | ------------------ |
| 全域 | 福島市立佐倉小学校 | 福島市立西信中学校 |

## 交通

### 鉄道
域内に鉄道施設は存在しない。

### 道路
- 国道115号
- 福島県道5号上名倉飯坂伊達線
- 福島市道17号鳥川大笹生線
- 福島市道39号足王前地蔵原線
  - 荒川橋（荒川）
- 福島市道30341号荒井あづま公園線
  - あづま公園橋（荒川）
- 福島市道70672号佐倉下荒井線（旧国道115号）

### バス
福島交通路線バス
- （福島駅方面） -第二日東入口 - 吉の内 - 儘の上 - 佐倉小学校 - 佐倉 - 佐倉局前 - （土湯温泉方面）
  - 土湯温泉
  - 荒井
- （福島駅方面） -第二日東入口 - 吉の内 - 儘の上 - 佐倉小学校 - （土湯温泉方面）
  - 南東北病院経由土湯温泉
- （福島駅方面） -第二日東入口 - 吉の内 - 儘の上 - 佐倉小学校 - 佐倉 - 杢玉 - 玉ノ木 - 室石 - （佐原方面）
  - 佐原
  - 佐原経由四季の里

## 施設
- 福島県あづま総合運動公園
  - 福島市民家園
- 福島市役所西支所・福島市西学習センター
- 福島市立西信中学校
- 福島市立佐倉小学校
- 福島市立佐倉幼稚園
- 福島市西部学校給食センター
- 佐倉郵便局
- 曹洞宗東源寺
- 曹洞宗長勝寺
- 和光神社